# Бушуєв Віктор Георгійович
Бушуєв Віктор Георгійович (18 травня 1933 — 24 квітня 2003) — радянський важкоатлет.
Олімпійський чемпіон 1960 року в категорії до 67,5 кг.
Чемпіон світу 1957 (до 67,5 кг), 1958 (до 67,5 кг), 1959 (до 67,5 кг) років.